# L'Enfant aimé ou Je joue à être une femme mariée
Pour plus de détails, voir Fiche technique et Distribution.
L'Enfant aimé ou Je joue à être une femme mariée est un moyen métrage belge réalisé par Chantal Akerman en 1971, resté inachevé. Considéré comme raté et perdu par Chantal Akerman,, le film a cependant été projeté lors d'une rétrospective à Londres en 2013.
Un extrait de ce film a été utilisé par Chantal Akerman pour réaliser l’installation In The Mirror en 2007.

## Synopsis
Une jeune femme au foyer, mère de famille, se confie à Chantal Akerman, son amie. Cette dernière l'écoute et reste silencieuse.

## Fiche technique
- Titre original : L'Enfant aimé ou Je joue à être une femme mariée
- Réalisation : Chantal Akerman
- Scénario : Chantal Akerman
- Pays d'origine :  Belgique
- Langue originale : français
- Format : noir et blanc — 35 mm — 1,37:1 — son Mono
- Durée : 35 minutes

## Distribution
- Chantal Akerman : elle-même
- Daphné Merzer : la petite fille
- Claire Wauthion : la jeune mère